# Chimonobambusa metuoensis
Chimonobambusa metuoensis är en gräsart som beskrevs av Chi Ju Hsueh och Tong Pei Yi. Chimonobambusa metuoensis ingår i släktet Chimonobambusa och familjen gräs. Inga underarter finns listade i Catalogue of Life.